# Нит (река, впадает в Ирландское море)
Нит (англ. River Nith, гэльск. Abhainn Nid) — река в Шотландии.
Длина Нита — 112 км, это седьмая по протяжённости река Шотландии. Площадь речного бассейна — 1230 км². Истоки реки расположены в Ист-Эршире в холмах Карсфэрн, далее река протекает по области Дамфрис-энд-Галловей, впадая у Дамфриса в Солуэй-Ферт. Территория долины реки с обширными заливными лугами называется Нитсдэйл.
Нит и Нитсдэйл был воспеты в стихотворении «Берега реки Нит» (The Banks of Nith, 1788) известным поэтом Робертом Бёрнсом:
На Темзе, что к морям бежит,

Стоит столица королей,

Но для меня родимый Нит

Во много раз её милей.

…

Прекрасны Нита берега:

Боярышника цвет шальной,

На благодатные луга

Спешат ягнята в летний зной.
Оригинальный текст (англ.)The Thames flows proudly to the sea, 

Where royal cities stately stand; 

But sweeter flows the Nith, to me.

…

How lovely, Nith, thy fruitful vales, 

Where bounding hawthorns gayly bloom; 

And sweetly spread thy sloping dales 

Where lambkins wanton through the broom!